# Bell Bénin Communications
Bell Bénin Communications, encore connu sous le nom de BBCom, est un opérateur de téléphonie mobile GSM au Bénin. BBCom. ayant démarré ses activités en décembre 2003 et mise sous scellés le 2 août 2017 pour non-payement d’impôts.

## Activités
la radiomessagerie et la transmission de données sont les deux sortes de services à valeur ajoutée principalement exploitées.

## Cessation d'activités
le 2 août 2017 la révocation de la licence GSM de BBCom est décidée par le conseil des ministres  pour défaillance sur la plupart de ses obligations.